# Arch Motorcycle
Arch Motorcycle es una empresa fundada en 2011 con sede en California, Estados Unidos por Keanu Reeves y Gard Hollinger dedicada a la creación de motocicletas hechas a mano de altas prestaciones. Se fabrican principalmente en aluminio, haciendo más de 200 piezas patentadas para su propio uso, y utilizan grandes motores V-Twin. Todas las motocicletas que fabrican pueden ser personalizadas a medida para su comprador.

## Creación
Keanu Reeves, el famoso actor, es cada día más conocido por su gran afición al mundo de las motocicletas. Es por ello que en 2007 acudió al taller de Gard Hollinger, Gard's Garage, para personalizar una Harley-Davidson. Tras varias diferencias de opinión respecto a la personalización y cuatro años y medio después, al conducirla, se dieron cuenta de que esa motocicleta era excepcional. Fue en ese momento cuando Keanu Reeves propuso a Gard Hollinger fundar una empresa para crear sus propias motocicletas bajo su propia marca.

## Modelos en producción

### Arch KRGT-1
La Arch KRGT-1 es la primera motocicleta de Arch Motorcycle, creada a partir de un prototipo que tardó tres años en convertirse en un modelo de producción. Es el resultado de lo que los fundadores estaban buscando: una gran motocicleta de tipo performance/sport cruiser con un motor V-Twin.
El motor finalmente utilizado es una versión patentada por Arch Motorcycle de un S&S Cycle de 124 pulgadas cúbicas (2032 cc) V-Twin. Cuenta con inyección de gasolina descendente y una caja de cambios manual de 6 velocidades. Las suspensiones están hechas a medida por Ohlins. Viene de fábrica con neumáticos Michelin Commander II y sistema de frenado ISR de 6 pistones en la rueda delantera y 4 pistones en la trasera.

### Arch 1S
La Arch 1S es la versión deportiva de la Arch KRGT-1 y la primera motocicleta en producción de Arch Motorcycle con un basculante monobrazo. Tiene una posición de conducción más agresiva, con manillares deportivos y estriberas retrasadas. En este modelo, se utiliza la fibra de carbono de una forma más extendida.
El motor utilizado es el mismo S&S Cycle de 124 pulgadas cúbicas (2032 cc) V-Twin que utiliza la Arch KRGT-1. La caja de cambios, el sistema de suspensión y de frenado son los mismos. Cambian las ruedas, que en este caso utilizan el mismo diámetro de 17 pulgadas, tanto delante como detrás, y los neumáticos de fábrica son unos Michelin Power RS.

### Arch Method 143
Se trata de una edición limitada a 23 unidades. Es la primera motocicleta de producción conceptual de Arch Motorcycle. Presenta un chasis monocelular de fibra de carbono, en lugar de aluminio. La Arch Method 143 ha sido desarrollada conjuntamente con la empresa suiza Suter.
El motor utilizado es un S&S Cycle de 143 pulgadas cúbicas (2.343 cc) V-Twin. El sistema de suspensión, bajo la marca Ohlins, es ajustable delante y detrás. El sistema de frenado ISR es el mismo utilizado en las otras dos motocicletas. Las llantas son unas Turbine de fibra de carbono de 17 pulgadas, tanto delante como detrás, y los neumáticos de fábrica son unos Michelin Power RS.